# Ziano di Fiemme
Ziano di Fiemme är en ort och kommun i provinsen Trento i regionen Trentino-Sydtyrolen i Italien. Kommunen hade 1 749 invånare (2018).